# Restituce (fotografie)

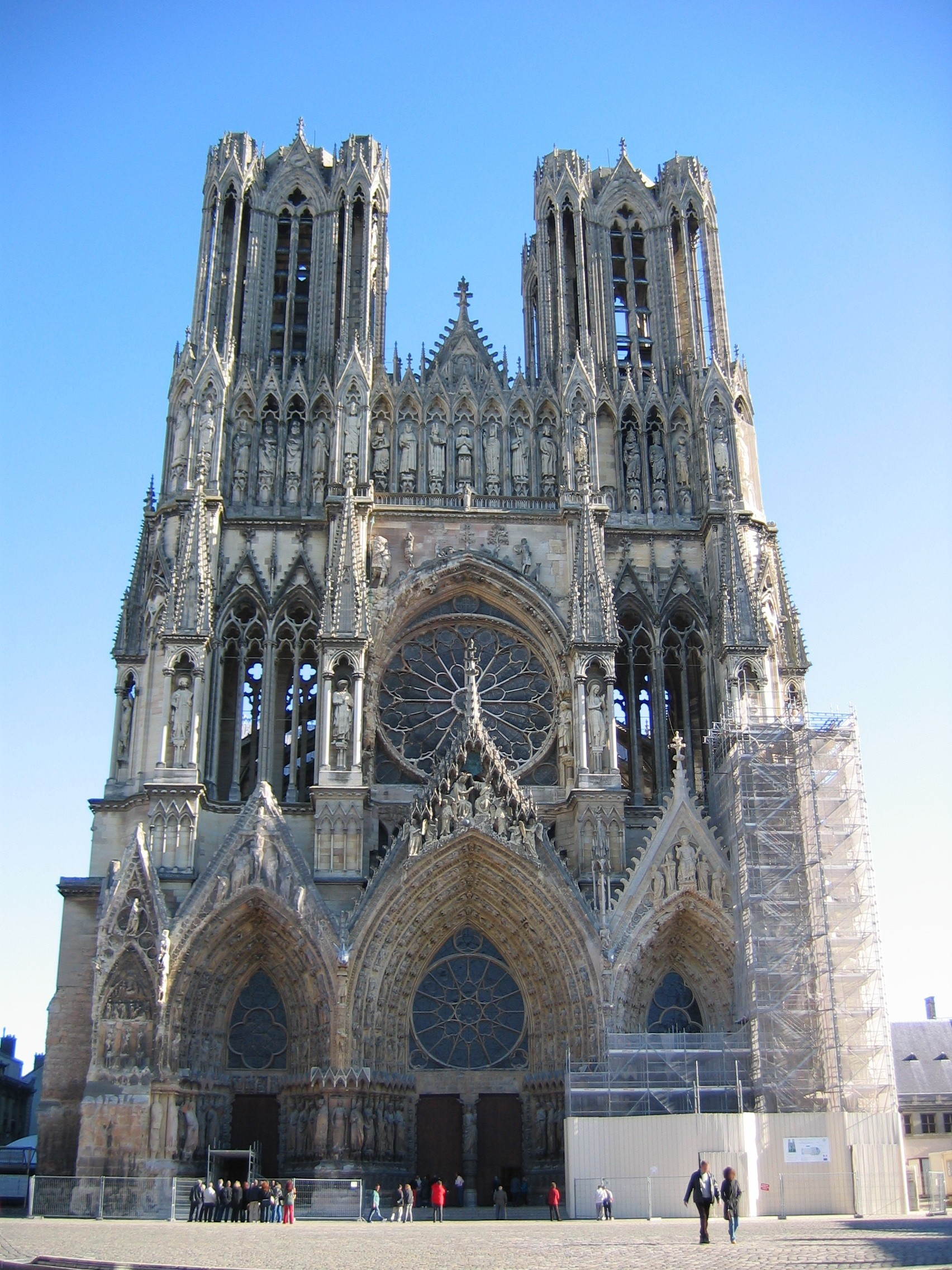
Původní snímek pařížské katedrály Notre-Dame s perspektivním zkreslením

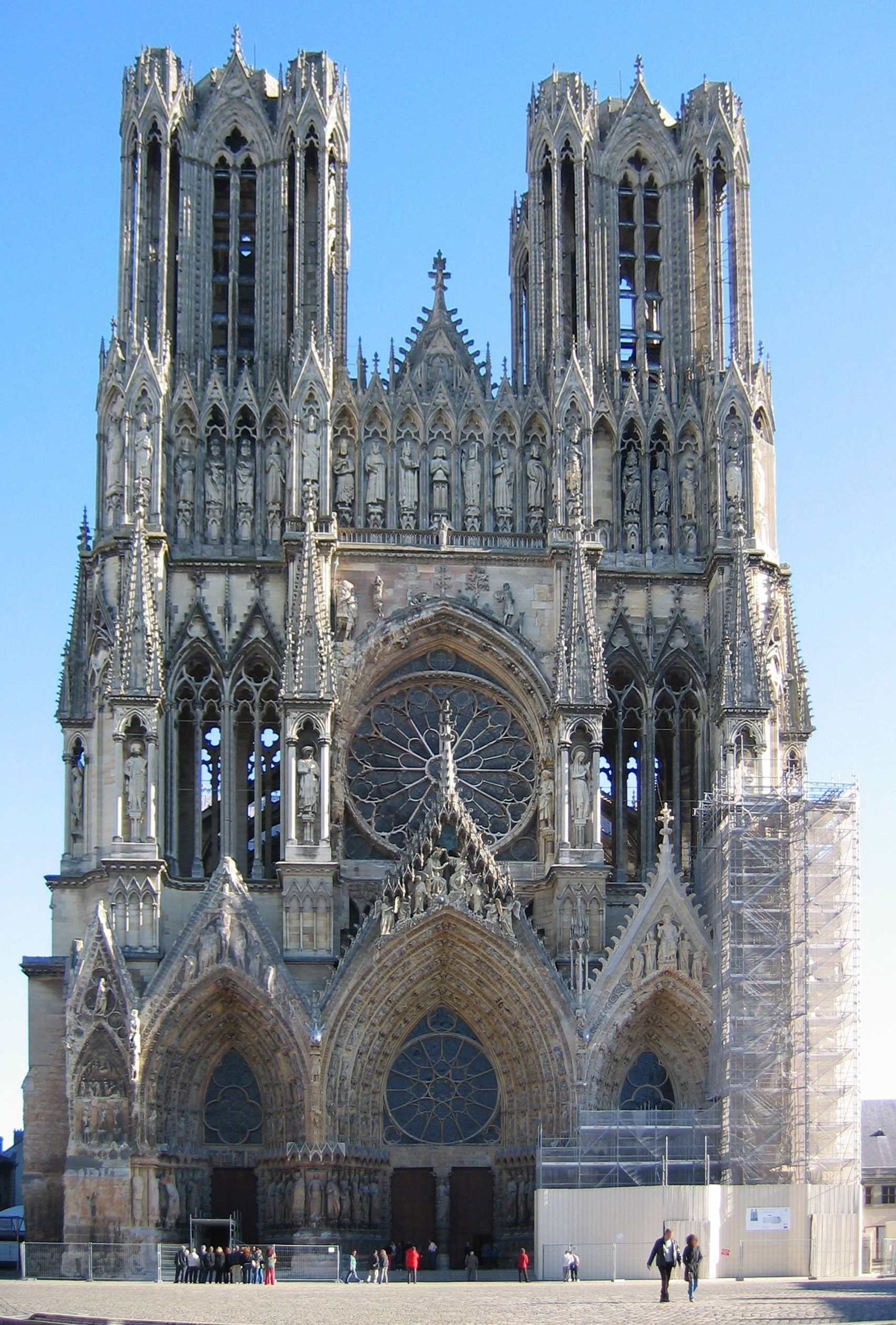
Upravený snímek po softwarové restituci

Restituce ve fotografii je úprava perspektivního zkreslení, kdy se sbíhají zpravidla svislé linie, které působí rušivě zejména na snímcích architektury.

## Popis
Profesionální fotografické přístroje umožňují korigovat perspektivní zkreslení pomocí speciálních naklápěcích a posuvných objektivů (objektivy tilt-shift nebo perspective control) již při expozici snímku posunem optické osy objektivu vzhledem k ose filmu nebo snímače.
U snímků pořízených běžnými fotografickými přístroji, které neumožňují korigovat perspektivní zkreslení, lze perspektivu do jisté míry upravit při zpracování. Restituce klasických fotografií, zhotovených v temné komoře, se provádí dvěma způsoby:
- nepravou restitucí natočením zvětšovacího přístroje nebo podložením maskovacího rámu spolu se zaostřením na střed snímku a následným silnějším zacloněním tak, aby byly požadované linie rovnoběžné a obraz ostrý po celé ploše,
- pravou restitucí u zvětšovacích přístrojů vybavených restitučním kroužkem, kdy se spolu s natočením přístroje nebo podložením maskovacího rámu sklopí objektiv zvětšovacího přístroje tak, aby byly požadované linie rovnoběžné a obraz byl zaostřen po celé ploše.[5][6][7]

Restituci digitálních fotografií je možné provádět softwarově grafickým editorem pomocí funkcí transformace nebo úpravy perspektivy.